# Ungarische Futsalnationalmannschaft
Die ungarische Futsalnationalmannschaft ist eine repräsentative Auswahl ungarischer Futsalspieler. Die Mannschaft vertritt den ungarischen Fußballverband bei internationalen Begegnungen.

## Abschneiden bei Turnieren
Das ungarische Nationalteam nahm 1989 auf Einladung der FIFA an der ersten Futsal-WM in den Niederlanden teil und wurde dort in eine Gruppe mit Spanien, Brasilien und Saudi-Arabien gelost. Durch Siege über Saudi-Arabien und den späteren Weltmeister Brasilien sowie einer knappen Niederlage gegen Spanien erreichte man als Gruppenzweiter die Zwischenrunde. Dort reichte es gegen die Niederlande und Belgien jeweils zu einem Remis, durch eine 1:3-Niederlage im letzten Gruppenspiel gegen die bis dato punktlosen Italiener verpasste man den Einzug ins Halbfinale. Seither nimmt Ungarn zwar regelmäßig an der WM-Qualifikation teil, verpasste aber jeweils die WM-Endrunde.
Für eine Europameisterschaft qualifizierte sich das ungarische Nationalteam nach vier erfolglosen Anläufen erstmals 2005, scheiterte dabei aber ohne Punktgewinn in der Vorrunde an Spanien, Portugal und Italien. Fünf Jahre später war man Gastgeber der EM-Endrunde, in einer Dreiergruppe mit Aserbaidschan und Tschechien scheiterte man erneut ohne Punktgewinn frühzeitig.

### Futsal-Weltmeisterschaft
- 1989 – Zwischenrunde
- 1992 bis 2016 – nicht qualifiziert

### Futsal-Europameisterschaft
- 1996 – nicht qualifiziert
- 1999 – nicht qualifiziert
- 2001 – nicht qualifiziert
- 2003 – nicht qualifiziert
- 2005 – Vorrunde
- 2007 – nicht qualifiziert
- 2010 – Vorrunde
- 2012 – nicht qualifiziert
- 2014 – nicht qualifiziert
- 2016 – Vorrunde
- 2018 – nicht qualifiziert